# Stanisław Szerszeń
Stanisław Szerszeń (ur. 13 grudnia 1899 w Żywcu, zm. 10 maja 1975) – polski inżynier i wykładowca, poseł na Sejm PRL I kadencji (1952–1956), prorektor Politechniki Śląskiej (1949–1958). 

## Życiorys
W 1917 ukończył szkołę średnią w Żywcu, otrzymując z wyróżnieniem świadectwo dojrzałości. Od 7 kwietnia 1920 do 10 stycznia 1921 był uczniem 29. klasy „Zjednoczona polsko-białoruska” Szkoły Podchorążych Piechoty. 8 stycznia 1924 został zatwierdzony w stopniu podporucznika ze starszeństwem z 1 stycznia 1921 i 18. lokatą w korpusie oficerów rezerwy piechoty. Posiadał wówczas przydział w rezerwie do 7 Pułku Piechoty Legionów w Chełmie. W 1934, jako oficer pospolitego ruszenia pozostawał w ewidencji Powiatowej Komendy Uzupełnień Lwów Miasto. Posiadał przydział do Oficerskiej Kadry Okręgowej Nr VI. Był wówczas „przewidziany do użycia w czasie wojny”.
Po ukończeniu studiów na Politechnice Lwowskiej w 1921 został zatrudniony na macierzystej uczelni jako asystent, następnie adiunkt, wykładowca i docent. Był członkiem Polskiego Towarzystwa Politechnicznego we Lwowie. Oprócz pracy naukowej związany z lwowską spółką budowlaną, był również zatrudniony w magistracie. Podczas II wojny światowej nadal pracował jako wykładowca Politechniki, zajmował się również regulacją rzeki Białej w Grzybowie. 
Po zakończeniu działań wojennych, włączeniu Małopolski Wschodnie w skład Ukraińskiej SRR i przymusowych wysiedleniach osiedlił się w Nowym Sączu, gdzie pracował jako kierownik Biura Odbudowy Miasta. Następnie udał się na Górny Śląsk, podejmując pracę kierownika fabryki lekkich betonów w Bytomiu. Powrócił do pracy naukowej jako kierownik Katedry na Politechnice Śląskiej (był jej prorektorem w latach 1949–1958). Od 1949 do 1956 kierował Gliwickim Oddziałem Biura Projektów Architektury i Budownictwa. 
W 1952 uzyskał mandat posła na Sejm I kadencji z okręgu Gliwice. Był członkiem Komisji Komunikacji i Łączności (jako jej wiceprzewodniczący). Po zakończeniu pracy parlamentarnej kierował Katedrą Geometrii Wykreślnej Politechniki w Krakowie, był również dziekanem Wydziału Budownicta Wodnego uczelni (przez cztery kadencje). 
Był autorem publikacji naukowych i podręczników z zakresu geometrii wykreślnej. Odznaczony Krzyżem Oficerskim Orderu Odrodzenia Polski i Złotym Krzyżem Zasługi (dwukrotnie; po raz pierwszy w 1937). 

## Wybrane publikacje
- Nauka o rzutach, Państwowe Wydawnictwo Naukowe, Warszawa 1978 (podręcznik akademicki, wyd. 11)
- Geometryczna koncepcja prefabrykatów budowlanych typu S, Politechnika Krakowska, 1961